# ديف كار
ديف كار (بالإنجليزية: Dave Carr)‏ (19 يناير 1937 في المملكة المتحدة - 12 نوفمبر 2013) هو لاعب كرة قدم بريطاني في مركز مهاجم داخلي. لعب مع نادي واتفورد ونادي ووركينغتون ودارلينجتون إف سى.